# Víctor Milke
Víctor Manuel Milke Almagro (ur. 24 stycznia 1995 w mieście Meksyk) – meksykański piłkarz pochodzenia hiszpańskiego występujący na pozycji środkowego obrońcy lub defensywnego pomocnika.